# Frontiers (uitgeverij)
Frontiers is een in Zwitserland gevestigde uitgeverij van open access aan collegiale toetsing onderworpen wetenschappelijke tijdschriften. De uitgeverij is in 2007 opgericht door Henry Markram and Kamila Markram, beide wetenschappers aan de École polytechnique fédérale de Lausanne. De eerste uitgaven waren op het gebied van de neurowetenschap; later zijn de activiteiten uitgebreid naar andere vakgebieden.
Alle door Frontiers uitgegeven tijdschriften zijn open access, dat wil zeggen dat alle artikelen door iedereen gratis gedownload kunnen worden. Om de kosten van de organisatie te dekken betalen de auteurs van de artikelen een eenmalige bijdrage per artikel. De tijdschriften van Frontiers zijn onderdeel van een getrapt systeem: artikelen worden in eerste instantie gepubliceerd in een zeer gespecialiseerd sub-tijdschrift, en kunnen als ze veel gelezen worden "opstijgen" naar bredere tijdschriften.
De tijdschriften van Frontiers verschijnen niet in druk, maar alleen online. Er worden geen nummers uitgebracht; elk artikel verschijnt online zodra het goedgekeurd en vormgegeven is, en krijgt een eigen volgnummer. Er bestaan wel jaargangen. De nummering van de pagina's begint in elk artikel bij pagina 1. Deze paginanummering wordt niet gebruikt om naar artikelen te verwijzen (zoals bij gedrukte tijdschriften het geval is); in plaats daarvan wordt het volgnummer van het artikel gebruikt.
De procedure van collegiale toetsing van Frontiers wijkt ook af van de gebruikelijke methoden. Er is meer ruimte voor interactie tussen de auteur en de beoordelaars. Bovendien worden de namen van de referenten openbaar gemaakt wanneer het artikel geaccepteerd wordt. Bij de meeste tijdschriften blijven de beoordelaars anoniem, ook wanneer ze positief over een manuscript oordelen.
De organisatie bestaat uit een commercieel deel,  Frontiers Media SA, en een deel zonder winstoogmerk, de Frontiers Research Foundation.